# Newe Gan
Newe Gan (hebr. נווה גן; Odbudowany Gan) – osiedle mieszkaniowe w Tel Awiwie, znajdujące się na terenie Dzielnicy Drugiej.

## Położenie
Osiedle leży na nadmorskiej równinie Szaron. Jest położone w północno-wschodniej części aglomeracji miejskiej Tel Awiwu, na północ od rzeki Jarkon. Południową granicę osiedla stanowi ulica HaPerahim, za którą jest osiedle Tel Baruch. Po wschodniej stronie za ulicą Moshe Sneh są osiedla Ganne Cahala i Ha-Misztala. Na północy rozciągają się tereny rolnicze, za którymi przebiega autostrada nr 5  (Tel Awiw-Petach Tikwa-Ari’el). Zachodnią granicę wyznacza autostrada nr 20  (Ayalon Highway), za którą jest osiedle Afeka.

## Historia
Początki osiedla sięgają 1922, kiedy to grupa żydowskich imigrantów z Grecji zakupiła tutejsze grunty i założyła niewielką osadę rolniczą Kirjat Sza’ul. Początkowo było to 14 rodzin, jednak po roku z powodu braku wody pozostało tylko 11 rodzin. W 1924 osiedliła się tutaj nowa grupa osadników, która rozpoczęła hodowlę cytrusów. W 1949 w północno-wschodniej części osiedla założono cmentarz miejski.

## Architektura
Zabudowa osiedla jest mocno zróżnicowana, obok jednorodzinnych domów znajdują się tutaj nowoczesne apartamentowce wzniesione z „wielkiej płyty”.

## Religia
W osiedlu znajdują się dwie synagogi, położone przy ulicach Meir Binet i Moshe Sneh.

## Infrastruktura
W północno-wschodniej części osiedla znajduje się Cmentarz Kirjat Sza’ul.

## Transport
Główną ulicą osiedla jest droga nr 482  (Tel Awiw-Herclijja). Jadąc nią na północ dojeżdża się do autostrady nr 5  (Tel Awiw-Ari’el).